# یرمه‌کیه‌وو
یرمه‌کیه‌وو (انگلیسی: Yermekeyevo) یک شهرک در شهرستان یرمکیفسکی استان باشقیرستان کشور روسیه است.